# Günther Grotkamp
Günther Grotkamp (* 20. Januar 1927 in Essen-Werden; † 13. Mai 2023) war ein deutscher Verlagsmanager. Er war Geschäftsführer der WAZ-Mediengruppe.

## Leben
Günther Grotkamp war Jurist und trat 1960 als Justiziar und Personalchef in den WAZ-Verlag ein. 1971 wurde er Bevollmächtigter der Funke-Familien-Gesellschaft unter Jakob Funke, dem Mitgründer der WAZ. Zusammen mit Erich Schumann, dem Adoptivsohn des zweiten WAZ-Gründers Erich Brost, forcierte er die Expansion der Mediengruppe speziell in den 80er und 90er Jahren. Von 1975 bis 2000 fungierte er als Geschäftsführer der WAZ-Mediengruppe.
Er war seit 1986 mit Petra Grotkamp, einer der drei Töchter von Jakob Funke, verheiratet. Gemeinsam mit ihren Schwestern Renate Schubries und Gisela Holthoff verfügte sie bis Ende 2011 (siehe unten) über 50 Prozent der Gesellschafteranteile der WAZ-Mediengruppe und hat diese in der Funke Familiengesellschaft (FFG) gebündelt.
Im Juni 2001 musste Günther Grotkamp vor dem Untersuchungsausschuss des  Bundestags zur CDU-Spendenaffäre aussagen. Er hatte im Dezember 2000 an einem Tag von einem Konto drei Überweisungen (zwei in Höhe von 33.000 Euro, eine in Höhe von 34.000 Euro) veranlasst. Er sagte aus, dass er nicht von der CDU zur Stückelung der Großspende aufgefordert wurde, sondern dies aus steuerlichen Gründen und weil die Familie selbst die Veröffentlichungspflicht umgehen wollte, geschehen sei. Nicht er selbst sei der Spender, sondern seine Ehefrau Petra sowie seine zwei Schwägerinnen.
Günther Grotkamp beriet seine Frau in rechtlichen Fragen. Sie verklagte ihre Schwestern, um sicherzustellen, dass die Gesellschafteranteile in der Funke Familiengesellschaft (FFG) bleiben und nicht an die Erben von Erich Brost verkauft werden.
Im Januar 2012 erwarb Petra Grotkamp die Anteile der Brost-Erben und besitzt seitdem eine Zweidrittelmehrheit im Zeitungskonzern, der 2013 in Funke Mediengruppe umbenannt wurde.
Günther Grotkamp starb am 13. Mai 2023 friedlich im Kreise seiner Familie. An diesem Tag wurde der 75. Gründungstag der WAZ gefeiert.
Die Süddeutsche Zeitung bezeichnete ihn in einem Nachruf als Eroberer und Haudegen.